# Протесты в Горном Бадахшане (2021)
Протесты в Горно-Бадахшанской автономной области — массовые протесты в Горно-Бадахшанской автономной области Таджикистана в ноябре 2021 года, сопровождавшиеся столкновениями с сотрудниками правоохранительных органов и повлекшие жертвы.

## Предпосылки
29-летний Гулбиддин Зиебеков встал на защиту своей сестры, столкнувшейся с домогательствами заместителя прокурора Рошткалинского района Абдусалома Абирзоды. По одной из версий, девушку депортировали из России, но она хотела вернуться, поэтому попросила работника прокуратуры оформить новый паспорт, а тот в ответ якобы предложил интимную близость. Гулбиддин Зиебеков при поддержке ещё нескольких человек 1 февраля 2020 года похитил и избил этого сотрудника прокуратуры, заставив его извиняться, видео с его извинениями выложили в соцсети. Глава Горно-Бадахшанской автономной области Ёдгор Файзов помог урегулировать конфликт и добился перевода заместителя прокурора на другое место работы.
Но после снятия Файзова 5 ноября 2021 года с должности бывший заместитель прокурора добился возбуждения уголовного дела по факту нападения на себя. А 25 ноября 2021 года Зиебеков, уже находясь в розыске по обвинению в захвате заложника организованной группой, был убит. Генпрокуратура Таджикистана заявила, что при попытке задержания Зиебеков оказал вооруженное сопротивление.

## Ход событий
25 ноября 2021 года десятки жителей Хорог и других населённых пунктов Горного Бадахшана устроили в Хороге шествие к зданию местной администрации, неся с собой гроб, в котором лежал убитый. Постепенно шествие переросло в столкновения с милицией. Войска оцепили горы вокруг города, в нём отключили Интернет, в Хороге люди валили деревья, чтобы перегородить дорогу военной технике. 
27 ноября глава Горно-Бадахшанской автономной области Алишер Мирзонабот пообещал протестующим в ближайшие 2-3 месяца разобраться и наказать виновных. Протестующие, в свою очередь потребовали, чтобы 70% сотрудников правоохранительных органов в Хороге набиралось из местных жителей, были убраны блокпосты, а глава автономной области был уволен. Когда Мирзонабот попытался вернуться в здание администрации, на него напали несколько человек, стали кидать в него камнями, разбили голову. В ответ была открыта стрельба. В результате погибли как минимум три человека, пострадали десятки других. 
28 ноября таджикские правозащитники призвали президента Таджикистана Эмомали Рахмона «обеспечить конституционное право каждого на мирные собрания», предотвратить преследование участников протестов и восстановить все виды связи в ГБАО.
29 ноября власти сообщили, что предложения и требования протестующих были приняты, и они покинули площадь.